# Beltrán de la Cueva
Beltrán de la Cueva (Úbeda, 1435 - Cuéllar, 1 de novembre de 1492) va ser un noble, polític i militar castellà, considerat un dels personatges més importants del seu temps, en ser preferit d'Enric IV de Castella, al costat de Juan Pacheco, marquès de Villena, i Miguel Lucas d'Iranzo, conestable de Castella.
Fill de Diego Fernández de la Cueva, d'una família de noblesa menor, va aconseguir ascendir ràpidament a la cort del rei, en obtenir importants mercès, com el Comtat de Ledesma, el mestrat de l'Orde de Sant Jaume, el Comtat de Huelma i finalment el Ducat d'Alburquerque, i es convertí en el tronc d'una de les famílies aristocràtiques més importants de Castella. A causa d'aquest favor del rei i dels rumors d'impotència que planejaven sobre la figura del monarca, va ser acusat de ser el pare de Joana de Castella, sobrenomenada vulgarment pels seus enemics com la Beltraneja.

## Biografia
Les cròniques situen en 1456 l'any de la primera trobada entre Enric IV i Beltrán de la Cueva. Les fonts assenyalen que el rei es va allotjar a casa del seu pare, Diego Fernández de la Cueva, que era regidor i cap del seu llinatge a Úbeda. Com a agraïment per les atencions rebudes, el monarca va oferir al fill gran un lloc a la cort, però el pare li va pregar que ocupés el lloc Beltrán, ja que l'altre havia d'atendre els béns familiars. No obstant això, el cronista Alonso de Palència no refereix aquest esdeveniment, però sí que va ser Diego Fernández qui va fer les gestions perquè el seu fill ingressés en la cort al servei regi. Va arribar com a patge a la cort castellana i un any després li van concedir el seu primer senyoriu: la vila de Jimena.
Establert a la cort, en 1458 va ser nomenat majordom, en 1459 va entrar a formar part de l'Orde de Sant Jaume amb el càrrec de comanador d'Uclés i en 1460 li van concedir la tinença de la fortalesa de Carmona i posteriorment la del castell d'Ágreda. En 1461 la seva influència en la cort es va veure consolidada en entrar a formar part del Consell del rei, desplaçant Juan Pacheco, marquès de Villena, com a home de confiança. Paral·lelament, el seu germà Gutierre va ser nomenat bisbe de Palència. Igualment, aquell mateix any li van concedir la vila de Saja, els Alijares de Valdetiétar, la Figueruela, la Calera i Carcaloso, així com la vila de Colmenar d'Arenas, que va passar a dir-se Mombeltrán en el seu honor. En 1462 se li va concedir Ledesma amb el títol de comtat, en ser acordat per intermediació règia el seu matrimoni amb Mencía de Mendoza i Lluna, filla de Diego Hurtado de Mendoza i Suárez de Figueroa, marquès de Santillana, i neboda de qui seria cardenal Pedro González de Mendoza. Com a dot de noces, va rebre la fortalesa de Huelma, la qual va cedir al seu pare amb el títol de vescomtat, encara que amb la condició que després de la seva mort passés de nou al fill.
Aquesta fulgurant carrera, unida a la concessió en 1464 del mestrat de l'Orde de Sant Jaume, va provocar les enveges i rancors de nombrosos cortesans i nobles, especialment del marquès de Villena. Amb la finalitat de desacreditar-lo políticament, van començar a difondre's rumors sobre suposades aventures de Beltrán de la Cueva amb la reina, Joana de Portugal, i fins i tot va arribar a assegurar-se que Joana de Castella era filla seva. Per aquesta raó, en el futur es començaria a sobrenomenar l'hereva al tron com a Joana la Beltraneja. Els atacs al privat i al monarca van determinar que aquest últim hagués d'acceptar les condicions imposades per la noblesa rebel: desposseir del càrrec de mestre a Beltrán de la Cueva i la seva expulsió de la cort. No obstant això, el comte de Ledesma va ser recompensat amb el lliurament de les viles d'Anguix, Cuéllar, Alburquerque, amb el títol de ducat, Rosegui, La Codosera, Aranda, Molina, Atienza, la tinença de Peñalcázar (Sòria), així com la tinença del castell i fortalesa de Sòria a la fi de 1464.
L'expulsió de la cort va ser breu, ja que Enric IV aviat el va cridar al seu costat en prosseguir les revoltes de la noblesa descontenta. En 1465 va fer costat el rei en l'anomenada Farsa d'Àvila, esdevinguda el 5 de juny d'aquell any. Va ser una conjura en la qual destacats nobles (entre els quals el marquès de Villena i l'arquebisbe de Toledo, Alfonso Carrillo) van simbolitzar el destronament d'Enric IV, proclamant rei al mig germà d'aquest, l'infant Alfons de Castella. En 1467 va participar en la segona batalla d'Olmedo, el resultat de la qual va ser incert, ja que tots dos bàndols contendents es van atribuir la victòria. En 1468 va morir el jove infant Alfons i la noblesa rebel va prosseguir l'enfrontament amb Enric IV, aquesta vegada fent suport a l'ascens al tron de la mig germana d'Enric IV, Isabel, i desplaçant Joana de la successió.
Beltrán de la Cueva no va prendre partit per la seva suposada filla durant la Guerra de Successió castellana entre 1474 i 1479, després de la mort d'Enric IV. Al contrari, va combatre en les files isabelines durant diversos anys, tant a la guerra successòria com al setge de Granada de 1491. Va morir el dia de Tots els Sants de 1492 al seu castell de Cuéllar.
Beltrán de la Cueva va dedicar part del seu temps a glossar el Llibre de falconeria de Juan de Sahagún, falconer del rei Joan II de Castella. D'aquesta obra es coneixen quatre còpies: dues es conserven a la Biblioteca Nacional d'Espanya, una altra a la Universitat Yale i recentment se n'ha descobert una quarta a la Biblioteca Statale de Montevergine (Itàlia), encara que aquesta versió omet les glosses.

## Matrimonis i descendència

### Primeres núpcies
Va contraure matrimoni en primeres núpcies a Guadalajara en 1462 amb Mencía de Mendoza, filla de Diego Hurtado de Mendoza y Suárez de Figueroa, II marquès de Santillana, I duc de l'Infantat, i de la seva primera dona Brianda de Lluna i Mendoza. Van ser fills d'aquest matrimoni Francisco I Fernández de la Cueva y Mendoza qui va succeir a la seva Casa al seu pare; Antonio de la Cueva y Mendoza, tronc dels marquesos de Bordada; Íñigo de la Cueva y Mendoza eclesiàstic i després militar, que es casà amb la seva neboda Ana de la Cueva i Mendoza i van dur a terme la refundació del monestir de Santa Clara de Cuéllar; Brianda de la Cueva y Luna casada amb Fernando Gómez Dávila, senyor de Navamorcuende, Villatoro i Cardiel; Major de la Cueva y Mendoza casada amb Pedro de Navarra y Lacarra, Gran Mariscal del Regne de Navarra; i Mencía de la Cueva y Mendoza.

### Segones núpcies
Morta Mencía de Mendoza, va contraure segones núpcies en 1476 amb Mencía Enríquez de Toledo, filla de García Álvarez de Toledo i Carrillo de Toledo, I duc d'Alba de Tormes, i de María Enríquez, sent García de la Cova y Toledo el seu fill que va morir solter.

### Terceres núpcies
Va contraure terceres núpcies a Cuéllar en 1482 amb María de Velasco i Mendoza, vídua de Juan Pacheco i filla de Pedro Fernández de Velasco i Manrique de Lara, sisè Conestable de Castella, i de Mencía de Mendoza, germana del primer duc de l'Infantat. Van ser fills d'aquest matrimoni Cristóbal de la Cova y Velasco, senyor de Rosegui, que es va casar amb Leonor de Velasco y Carrillo, tercera comtessa de Siruela; i Pedro de la Cueva y Velasco senyor de Torregalindo.

### Altra descendència
Va tenir un fill natural amb Beatriz de Santiago, la seva vassalla i veïna de Cuéllar, dona de Santiago de Palència, alcalde de la vila, Juan de la Cueva i Santiago tronc dels senyors de la Canaleja (Jerez de la Frontera) i marquesos de Saint Lucia de Conchán (Perú).
Segons els nobiliaris portuguesos, va tenir un fill d'una dona desconeguda (els genealogistes espanyols no ho reconeixen), Manuel Beltrán (Manuel Beltrão en portuguès): casat amb Francisca da Mota, amb descendència a Portugal.